# ヴェンデラ・ヘッベ

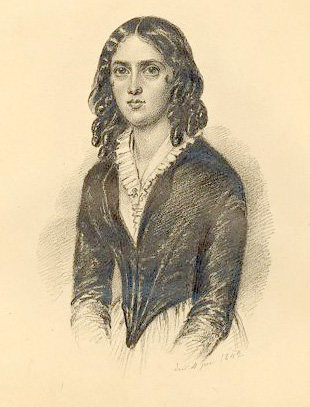
Wendela Hebbe, drawing by Maria Röhl 1842.

ヴェンデラ・ヘッベ（スウェーデン語: Wendela Hebbe、1808年9月9日 - 1899年8月27日） はスウェーデンのジャーナリスト、作家、 サロン の女主人、ロールモデルである。ヨンショーピング市 で生まれ ストックホルム で亡くなった。
スウェーデンの新聞社でジャーナリストとして正規雇用された初めての女性。
ヴェンデラは19世紀半ばのスウェーデンの急進的文学界で重要な立場にあり、また解放された女性についての論争の的になるロールモデルであった。

## 若い頃
ヴェンデラ・ヘッベは、アンデルス・サミュエル・オーストランドとマリア・ルンドの娘三人のうちの長女である。彼女の父は文学的、文化的な事に興味があり、娘たちを同じように育てた。子供の頃、彼女は音楽、芸術、文学を読んだり調べたりする事を勧められ、
音楽と文学の才能があると言われていた。あだ名は"Fröken Frågvis" (知りたがりお嬢さん)だった。
エサイアス・テネーは、ヴェンデラの父の知り合いでよくウェンデラの家に訪れていた。伝えられるところによれば彼は若い頃にヴェンデラに告白し失敗していたが、彼女の結婚後も詩を彼女に捧げていた。しかし、ウェンデラは彼の気持ちを断り、彼に友情を申し出た。
1832年にヴェンデラは弁護士であり作家のクレメンス・ヘッベ (1804-1893)と結婚し、彼女には3人の娘がいた。1839年ヴェンデラの配偶者は破産し、国から逃げた:初めはイギリスへ最終的にアメリカに移住したが、彼女は娘と自分の為にスウェーデンに残された。
彼女はヨンショーピング市に定住し、当時教育を受けた女性として社会に受け入れられた唯一の職業、教師として働き、音楽、歌唱、絵画の授業を行った。しかし、その仕事では彼女自身を養う程しか稼げなかった。

## ジャーナリストとしてのキャリア
1841年に彼女の初めての小説"アラベラ"が改革的な新聞社アフトンブラーデットの編集長ラース・ユーハン・イェルタによって出版された。そして同じ年にヴェンデラはアフトンブラーデット に雇われた(1844年に正社員になった)。
ヴェンデラは一般的にスウェーデン初の女性ジャーナリストとして言及されている。スウェーデンの出版社で記事を書いたり編集したりする女性は少なくとも1738年のマルゲレータ・モマ以来ほとんどが匿名や仮名などで書かれているため未確認であったが、ヴェンデラ・ヘッベはスウェーデンの新聞社で始めて正規雇用として雇われた女性記者であり、その意味では彼女の職業のパイオニア(先駆者)である。
19世紀までスウェーデンの出版社は正社員を雇用しておらず、ヴェンデラはスウェーデンの新聞社の職員登録簿で最初に見つかった女性である。彼女はアフトンブラーデットの職員登録簿に1844年から1851年まで登録されていた。
ヴェンデラは文化、音楽、文学の範囲を担当する文化部門の翻訳者と編集者になった。彼女は文学と小説、コンサート、オペラ公演、劇場公演を見直し連載の欄を担当した。著者のデビューを促進させるため、彼女の連載欄を利用して彼らの小説を連載をしていた事で知られている。
彼女は文化活動以外でも社会記者として活躍していたが、スウェーデンで始めて社会的な報道をしていたレポーターの可能性が高い。ヴェンデラはその当時アフトンブラーデットでリベラルで人道的な見解を共有していた。彼女は性別により、貧しい人々の社会的不幸のような"優しい質問"に適していると考えられていた、彼女は1843年に初めての社会的報告書Biskopens besök(ビショップからの訪問)でかなりの注目を集めた。この作品はこの時期に始まっていたスウェーデンの社会的格差についての議論に貢献した。

## 文学的キャリア
ヴェンデラ・ヘッベは1851年にジャーナリストとしてのキャリアを小説家としてのキャリアに集中するために引退した。彼女のデビュー作品"アラベラ"はありきたりなラブストーリーだったが、その後の作品はより現実的な作風になった。彼女の作品はキャラクターより策謀に焦点を当て、彼女自身の時間と強く結びついている。また小説の中に社会的批評を含めていた。18世紀イギリスの文学とディケンズに影響を受けたと伝えられている。彼女の小説「Brudarne」は彼女の最も注目すべきスウェーデン初の「少女のための小説」として述べられている。小説家として才能はあるが独自性はないと見なされてきた、そして並以上の成功はしなかった。
ヴェンデラは小説家よりも、子供やティーンエイジャーのための詩や歌の作家として成功した。彼女の子供の詩は彼女自身の牧羊的なスモーランド地方での子供時代の影響を受け、子供のゲーム、子供のリズム、伝統的な民族舞踊を描写している。
特に彼女の動物についてのおとぎ話はビョルンスティエルネ・ビョルンソンとS H Grundtvigによって賞賛された。彼女の歌の中でHögt deruppe mellan fjällen (山頂の間の高地) とLinnean (リンネ)はとても人気が出た。
彼女の個人的な作品以外にも、古い伝統的な民族舞踊の物語や歌を書き留めて、貴重な歴史的貢献をした。

## 私生活
ヴェンデラ・ヘッベはラース・ユーハン・イェルタと長い間関係を持っていた。この事は常識で彼女がネポティズムの結果として地位が与えられたという報道と噂の中でカリカチュアにつながる。互いに既婚者だったので結婚できなかった（ヴェンデラの国から出た配偶者とは1864年まで結婚を解消できなかった）。ヴェンデラとラースの間に息子が1人いた、彼の名はエドヴァルドといい1852年に誕生した。ヴェンデラのように独立した女性でさえ、彼女には婚外の子供がいることを認めたくなかった。
エドヴァルドはフランスの旅先で秘密裏に生まれた。ヴェンデラは彼を子供と認めなかったが彼は偽名でラースの里子となり、ドイツに家を与えられるまで時々ヴェンデラを訪ねていた。その後彼はアーティストMollie Faustmanの父となった。
ヴェンデラは、特に、1840年代から1850年代の間、ストックホルムの急進的なエリートの中心人物であり、自由文学と芸術の世界の中心となった文学的、音楽的なサロンを主催し、集まって朗読し、音楽を演奏し、議論した。彼女のサークルには、ユーハン・ヨリン、グナー・オロフ・フルテン＝キャバリウ、マグナス・ヤコブ・クルーセンストルペなどが参加していた。

## 備考
1983年、ヴェンデラスヴェンネル（WendelasVänner、ヴェンデラ・ヘッベの友人）がヴェンデラ・ヘッベの記憶を保存するために設立された。この協会は1863年にイェルタによって彼女に与えられたセーデルテリエに夏の家を保ち、それを博物館とした。
セーデルテリエのギムナジウムヴェンデラ・ヘッベ高等学校（Wendela Hebbegymnasiet）は、彼女の名前を付けている。

## 作品
- "Arabella "(小説, 1841)
- "Svenska skaldestycken för ungdom "(詩の本 "若い人へ", 1845)
- "Arbetkarlens hustru" (働く男の妻) (報告書, 1846)
- "Brudarne "(花嫁) (小説, 1846). 彼女の最も有名な作品.
- "En fattig familj" (貧しい家族) (報告書, 1850)
- "Tvillingbrodern" (双子の兄弟) (小説, 1851)
- "Lycksökarna" (冒険) (小説, 1852)
- "Dalkullan" (, 1858)
- "I Skogen" (森の中) (児童書, 1871)
- "Bland trollen" (トロールの中) (児童書, 1877)
- "Under hängranarne" (ぶら下がった木の下) (小説, 1877)

## 引用
1. ↑  Berger, Margareta, Pennskaft: kvinnliga journalister i svensk dagspress 1690-1975 [Penholders: Female journalists in Swedish press 1690-1975], Norstedt, Stockholm, 1977
2. 1 2 3  “Wendela Hebbe” (Swedish). Nationalencyklopedin.   Bokförlaget Bra böcker AB, Höganäs. 2017年8月31日閲覧。
3. 1 2 3 4 5  “Wendela Hebbe - Svenskt Biografiskt Lexikon”. sok.riksarkivet.se. 2017年9月5日閲覧。